# Tatiana Troyanos
Tatiana Troyanos (Nueva York, 12 de septiembre de 1938-Ibídem, 21 de agosto de 1993) fue una mezzosoprano estadounidense de origen griego.

## Comienzos
Tatiana era hija de un tenor y una soprano coloratura, asistió a la Forest Hills High School, en Forest Hills, (Nueva York). 
En 1963 realizó su debut profesional en la Ópera de Nueva York, en el papel de Hippolyta, de la ópera A Midsummer Night's Dream de Benjamin Britten y luego Marina en Borís Godunov.
A mediados de esa década audicionó para Rolf Liebermann quien le abrió las puertas de la Opera de Hamburgo. En pequeños y luego grandes papeles como Suzuki, Preziosilla, Amneris, Fenena en Nabucco, Baba the Turk en La carrera del libertino de Stravinsky, la Condesa en Mathis der Maler de Hindemith hizo un nombre en los teatros de Alemania y Suiza. 
Su carrera europea fue jalonada por su colaboración con Karl Böhm y otros directores que la hallaron ideal para roles de mezzo lírica como Cherubino, Dorabella, Sesto y otros papeles de Mozart. En la ópera Los demonios de Loudun de Penderecki fue la torturada Priora. 
Se sucedieron los debuts europeos, Covent Garden, la Ópera Alemana de Berlín, La Fenice de Venecia, Zürich, en 1977 en La Scala de Milán como Adalgisa en Norma de Vincenzo Bellini y en Múnich como Eboli en Don Carlo de Verdi.

## Retorno a América
En 1975 debutó en la Ópera de San Francisco como Poppea, en Boston para Los Capuletos y los Montescos (Bellini) con Beverly Sills y en la Dallas Opera como el Conde Orsini para Lucrezia Borgia (Donizetti) de Leyla Gencer y Jane Seymour para Anna Bolena(Donizetti) de Renata Scotto. Presentándose en San Diego, Montreal, Chicago, Santa Fe, Miami, el Festival de Ravinia y el nuevo Kennedy Center en Washington D. C..
Fue una de las artistas predilectas del público y colegas del Metropolitan Opera de Nueva York donde debutó en 1976 (como Octavian junto a Teresa Zylis-Gara como la Mariscala) y cantó hasta poco antes de su muerte en 1993 completando casi 300 representaciones en ese escenario. Su calidez y sensualidad vocal se unía a una fenomenal versatilidad que le permitía abordar el repertorio alemán, francés e italiano, así como roles dramáticos y otros más líricos. 
Reservada y enigmática, actriz de valía con importante presencia escénica, Troyanos se convirtió en la mezzosoprano del Met por excelencia en la década de los 1970 y 1980. Así fue memorable Adalgisa para Norma de Joan Sutherland, Montserrat Caballé, Cristina Deutekom, Rita Hunter y Renata Scotto, el Compositor a la Ariadne de Leonie Rysanek, Régine Crespin, Montserrat Caballé, Leontyne Price y Jessye Norman y el Caballero de la rosa para Lisa della Casa, Sena Jurinac, Evelyn Lear, Christa Ludwig, Gwyneth Jones y Kiri Te Kanawa.
Murió de cáncer de mama a la edad de 54 años en su ciudad natal en 1993, a la misma edad y el mismo año en que fallecieron otras dos famosas colegas, Lucia Popp y Arleen Augér también de cáncer.

## Repertorio
Notable como Venus, Brangania, Waltraute, Fricka, Kundry de Wagner, Hansel de Hänsel und Gretel de Humperdinck, Amneris y Eboli de Verdi, Giulio Cesare y Ariodante de Händel, Carmen, Charlotte en Werther, Octavian de El caballero de la rosa y Clarion en Capriccio y el Compositor de Ariadne auf Naxos de Richard Strauss, Sesto y Dorabella de Mozart, la Condesa Geschwitz de Lulú de Berg, la Paloma del bosque de Gurrelieder de Schönberg, Orlovsky de Die Fledermaus de Johann Strauss, Jocasta en Edipo rey de Stravinsky, Antonia en Los Cuentos de Hoffmann, Santuzza en Cavalleria Rusticana, Adalgisa en Norma, Poppea de Monteverdi, y como la reina de Cartago, Didon, en la versión del centenario del teatro de Les Troyens de Berlioz. 
En 1992 encarnó a la Reina Isabel en el estreno mundial de El Viaje de Philip Glass, sobre Colón y el descubrimiento de América.
Leonard Bernstein la requirió para Anita en su registro de West Side Story con voces operísticas, uniéndose a Kiri Te Kanawa y José Carreras.
En su legado discográfico y en video se destacan Carmen con Plácido Domingo y  Werther junto a Alfredo Kraus.

## Discografía principal
- Bartok - El castillo de Barba Azul - Pierre Boulez
- Beethoven - Sinfonía 9 - Karl Böhm
- Bellini - Norma - James Levine
- Bernstein - West Side Story - Leonard Bernstein
- Bizet - Carmen - Georg Solti
- Händel - Giulio Cesare - Karl Richter
- Massenet - Werther - Michel Plasson
- Mozart - Las bodas de Fígaro - Karl Böhm
- Mozart - las bodas de Fígaro - James Levine
- Mozart - La clemenza di Tito - James Levine
- Mozart - Die Gärtnerin aus Liebe - Hans Schmidt-Isserstedt
- Penderecki - Die Teufel von Loudun -Marek Janowski
- Purcell - Dido and Eneas - Raymond Leppard
- Schönberg - Gurrelieder - Seiji Ozawa
- Mozart - Cosí fan tutte - Erich Leinsdorf
- R.Strauss - Der Rosenkavalier - Karl Böhm
- R.Strauss - Ariadne auf Naxos - Karl Böhm
- R.Strauss - Ariadne auf Naxos - Georg Solti
- R.Strauss - Capriccio - Karl Böhm
- Stravinsky - Edipo Rey - Claudio Abbado
- Wagner - Der Ring des Nibelungen - James Levine

DVD
- Bellini - Norma - Richard Bonynge
- Berlioz - Les Troyens - James Levine
- Bernstein - The making of West Side Story
- Mozart - La clemenza di Tito - James Levine
- Mascagni - Cavalleria Rusticana - James Levine
- R.Strauss - Ariadne auf Naxos - James Levine
- R.Strauss - Der Rosenkavalier - James Levine
- R.Strauss - Capriccio - Donald Runnicles
- Penderecki - Die Teufel von Loudun -Marek Janowski
- Verdi - Don Carlo - James Levine
- Wagner - Tannhäuser -James Levine